# Audi A1 8X
Der Audi A1 (interne Typbezeichnung 8X) ist ein Kleinwagen des Automobilherstellers Audi. Das Fahrzeug wurde zwischen 2010 und 2018 produziert. Im Jahr 2015 gab es ein Facelift.

## Geschichte und Technik
Von August 1974 bis Juli 1978 gab es den Audi 50. Er wurde ab März 1975 auch als VW Polo verkauft und gilt als Urahn des A1. Zwischen November 1999 und Juli 2005 stellte Audi den eigenständig entwickelten, aber geringfügig kleineren Audi A2 her. Nach der Einstellung der Produktion des Fahrzeuges kam nach fünf Jahren der A1 als Nachfolgemodell auf den Markt.
Der A1 wurde formal am 4. März 2010 auf dem Genfer Auto-Salon der Öffentlichkeit vorgestellt. Das Automobil basiert technisch auf der 2008 mit dem Seat Ibiza (Typ 6J) eingeführten PQ25/A05-Plattform, die auch für den VW Polo V verwendet wird. Die ersten Auslieferungen fanden im September 2010 statt.
Die Produktion der Baureihe wurde Anfang Mai 2018 nach ca. 909.000 Fahrzeugen eingestellt. Die zweite Generation wurde schließlich Mitte Juni 2018 vorgestellt und wurde im Herbst 2018 eingeführt. Die Produktion wird von Brüssel nach Martorell verlagert.

### Formgebung
Eine dreitürige Designstudie wurde unter dem Namen Audi Metroproject quattro auf der Tokyo Motor Show 2007 vorgestellt, bis zur Vorstellung in Europa wurde sie rückwirkend auf Audi A1 project quattro umbenannt. Im Oktober 2008 auf der Mondial de l’Automobile wurde ein fünftüriges Konzeptfahrzeug mit der Bezeichnung Audi A1 Sportback Concept gezeigt und ähnelte der Form des Audi A3.
Das etwa 25 cm kürzere Fahrzeug ist ebenfalls mit dem Audi-Singleframe-Kühlergrill als Designmerkmal ausgestattet. Beim A1 wurde dieser an den oberen Ecken angeschnitten. Rund um das Auto geht die von Audi „Tornadolinie“ genannte Blechkante. In Verbindung mit Xenonlicht bekommen die Scheinwerfer das aus anderen Audi-Modellen bekannte LED-Tagfahrlicht. Die Rückleuchten sind wie beim Audi Q5 komplett in die Heckklappe integriert und in Verbindung mit den Xenonscheinwerfern ebenfalls in LED-Technik ausgeführt. Die Xenonscheinwerfer und LED-Heckleuchten waren ab Markteinführung in Deutschland aber nur als Sonderausstattung (diverse Licht-Pakete) erhältlich.

### Karosserievarianten
Zu Beginn wurde der A1 ausschließlich dreitürig mit Schrägheck angeboten. Am 11. Februar 2012 folgte die fünftürige Version Sportback, die ab Mitte November 2011 bestellbar war und auf der Tokyo Motor Show offiziell präsentiert wurde. Der A1 Sportback ist dabei etwas breiter geworden, die C-Säule wurde zugunsten der Kopffreiheit im Fond leicht nach hinten geschoben, die Fahrzeuglänge bleibt unverändert.
Der Kofferraum fasst 270 Liter und kann durch Umklappen der Rücksitzlehne vergrößert werden.

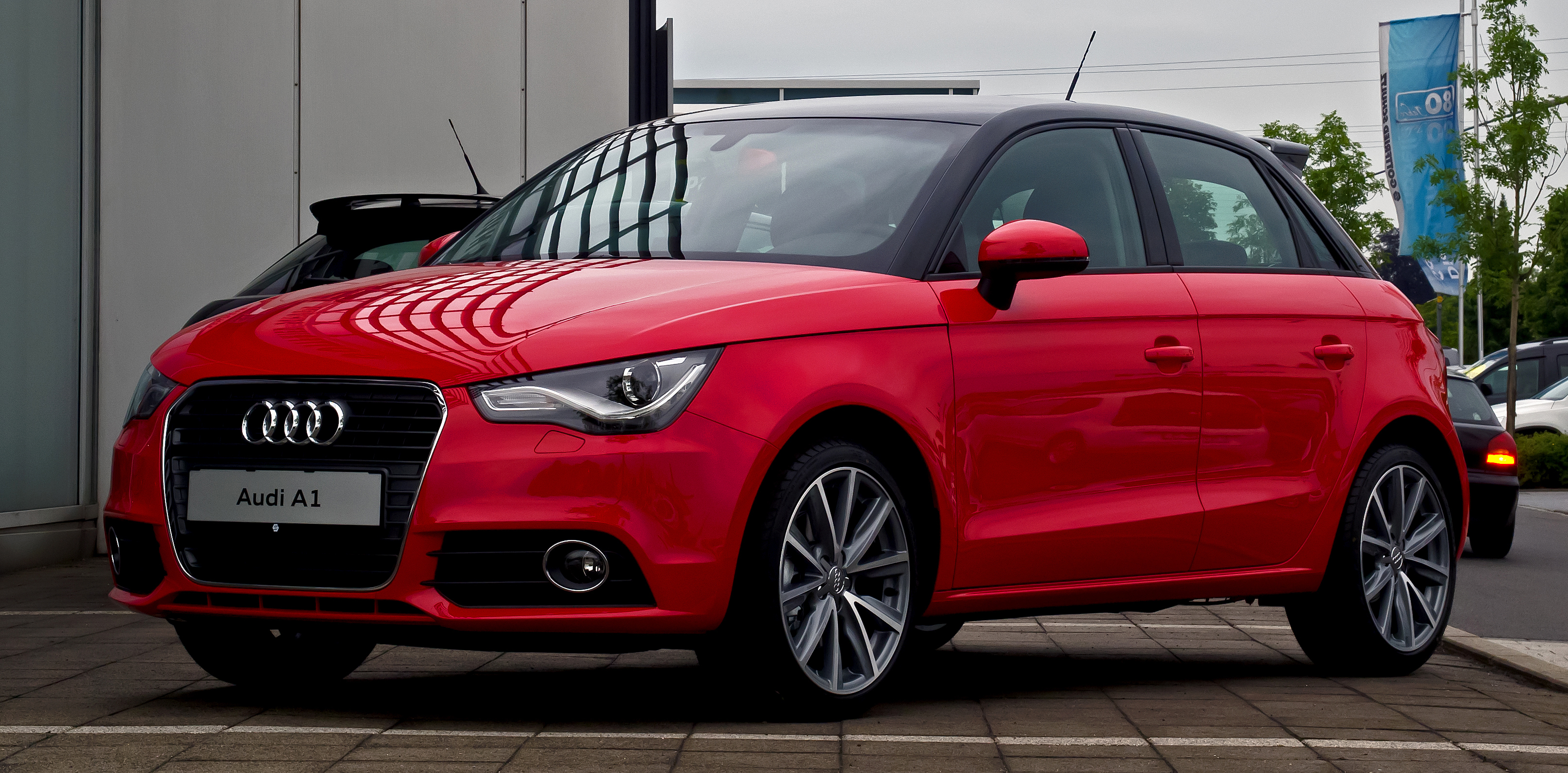
Audi A1 Sportback (2012–2014)
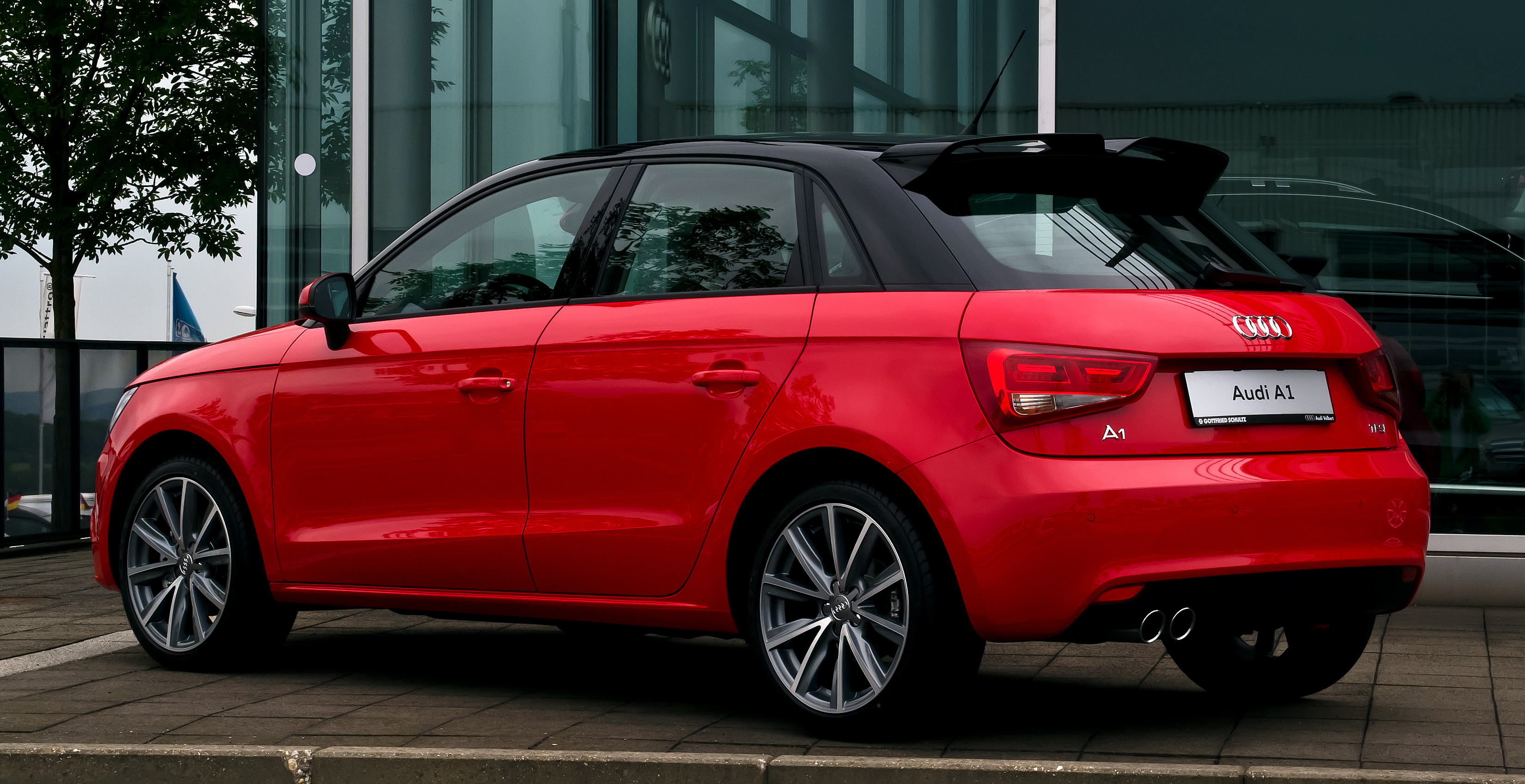
Heckansicht
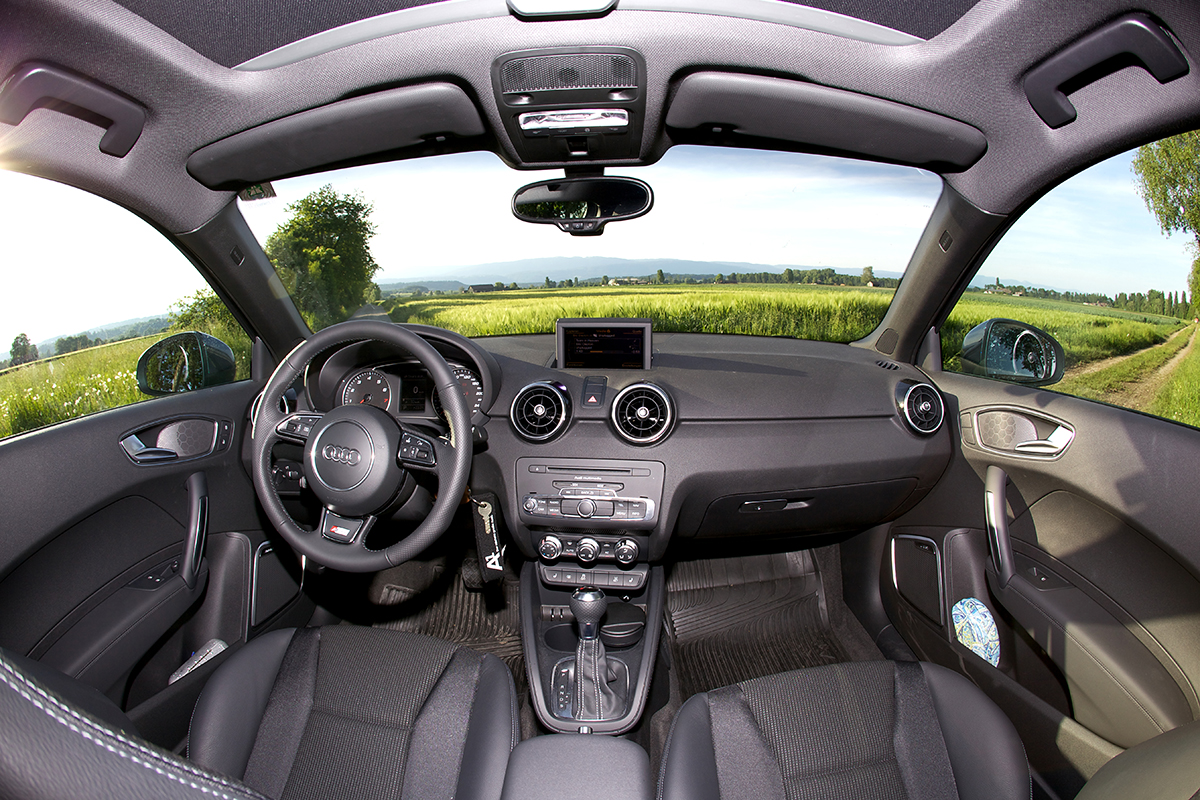
Innenraum

### Modellpflege
Im Januar 2015 wurde die Baureihe einer Modellpflege unterzogen. Alle erhältlichen Motoren erfüllen die Euro-6-Abgasnorm, erstmals werden mit den beiden 1.0-TFSI-ultra- sowie 1.4-TDI-ultra-Dreizylinder-Motoren im A1 verwendet. Der doppelt aufgeladene 1.4 TFSI (136 kW) wird durch den 1.8 TFSI (141 kW) ersetzt. Des Weiteren kommt nun eine neue elektromechanische Servolenkung zum Einsatz. Die bisherigen Ausstattungslinien werden durch neue ersetzt: A1, A1 design und A1 sport.

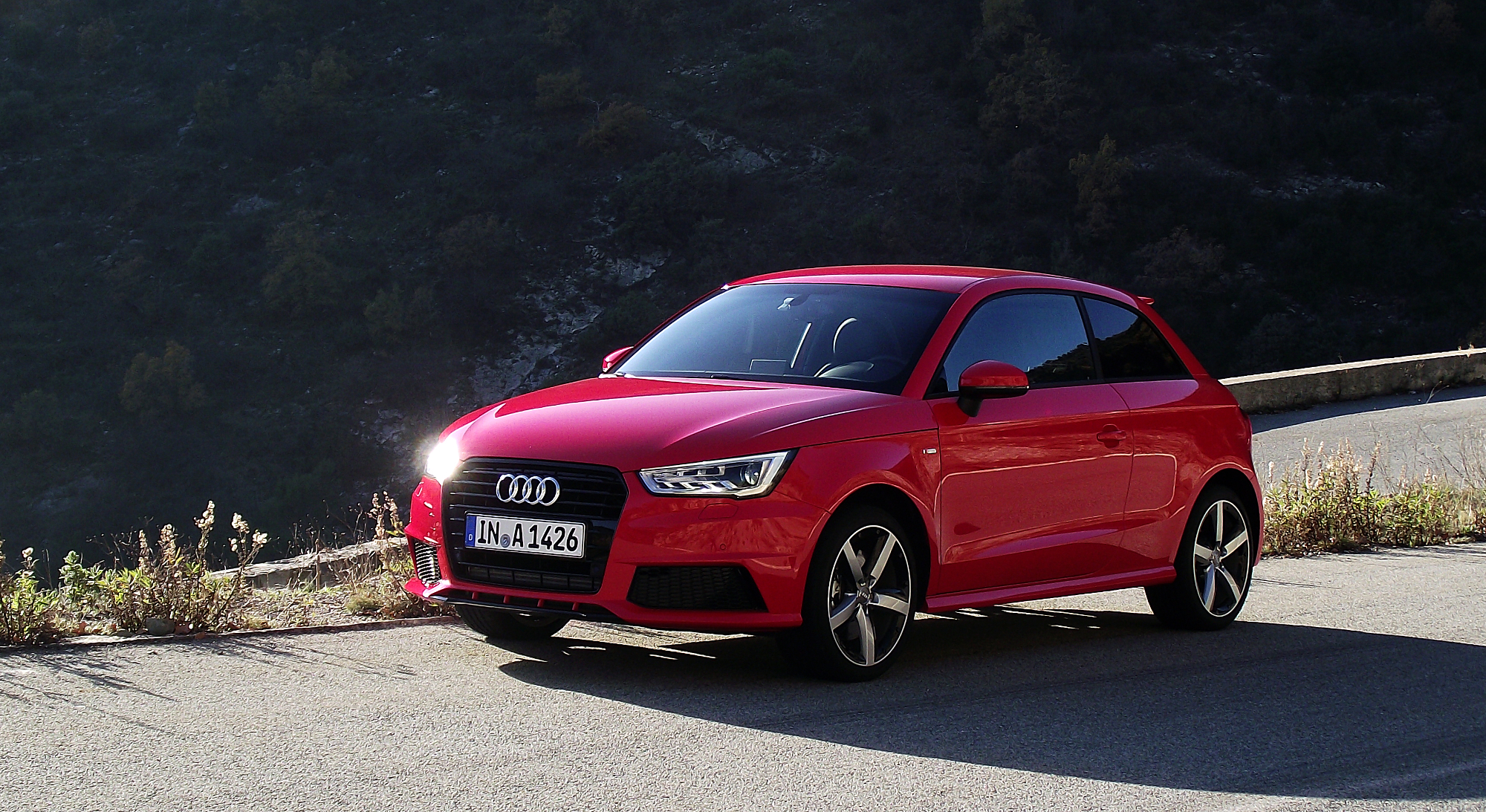
Audi A1 sport 1.8 TFSI (2015–2018)
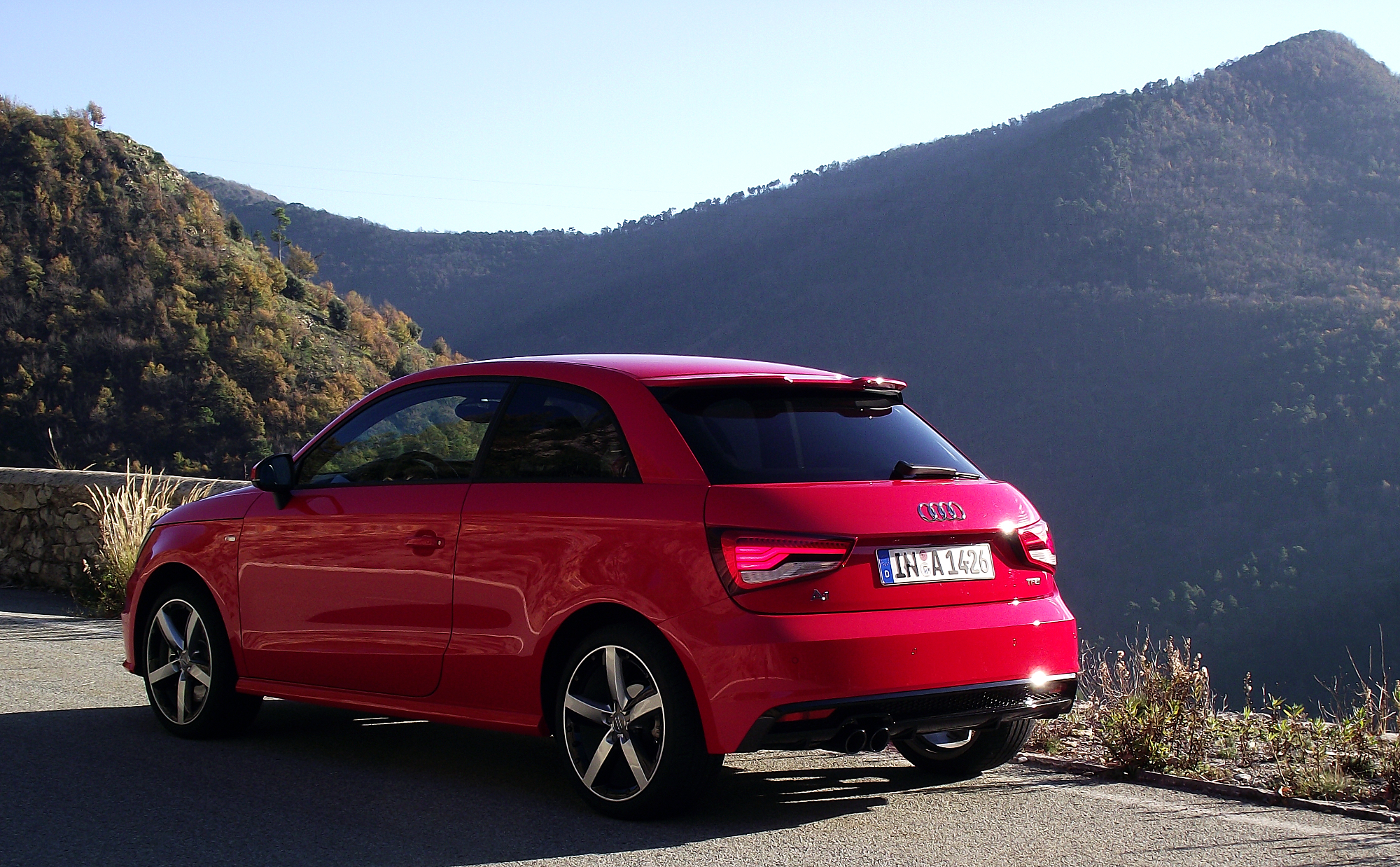
Heckansicht
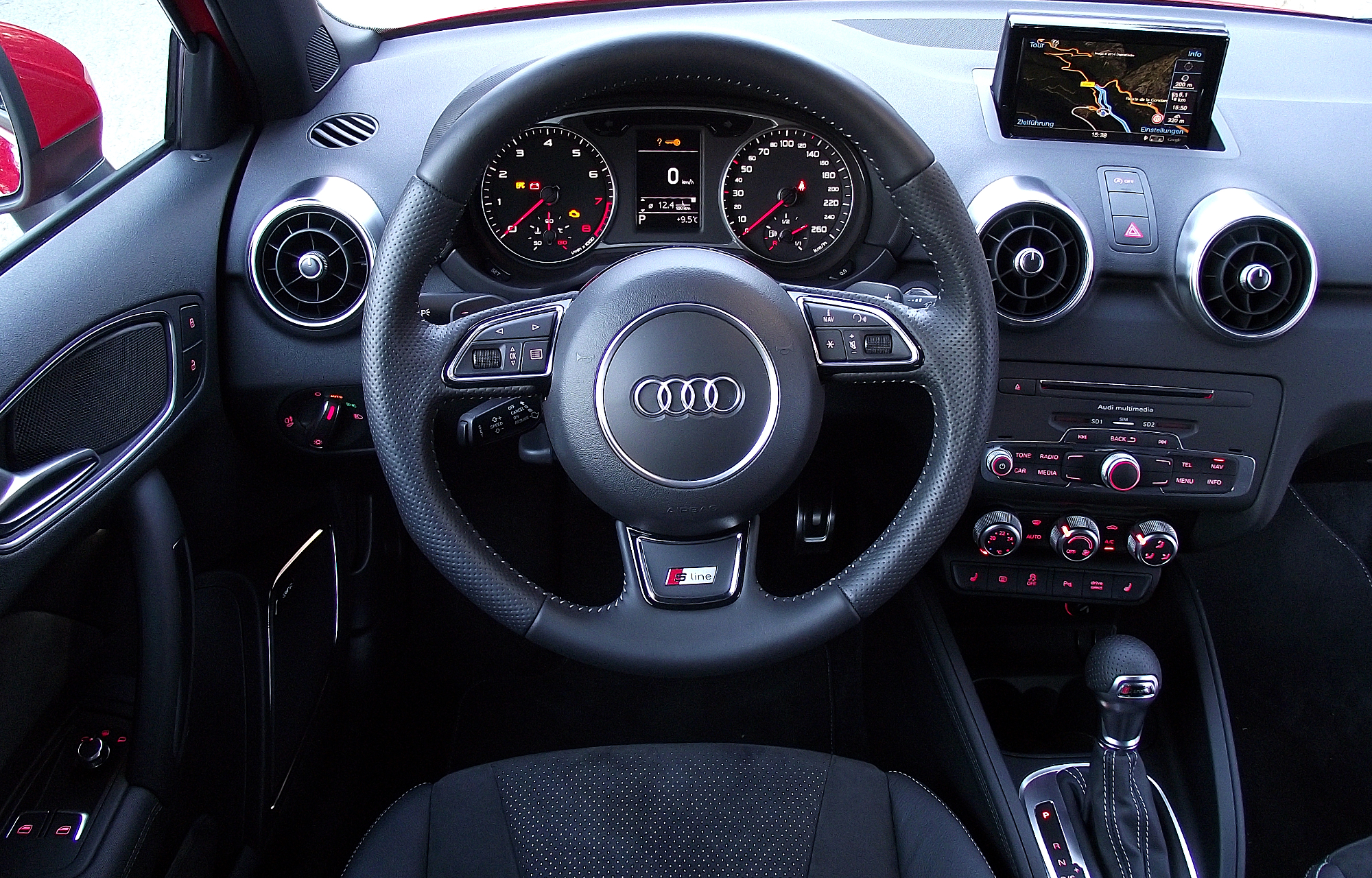
Cockpit
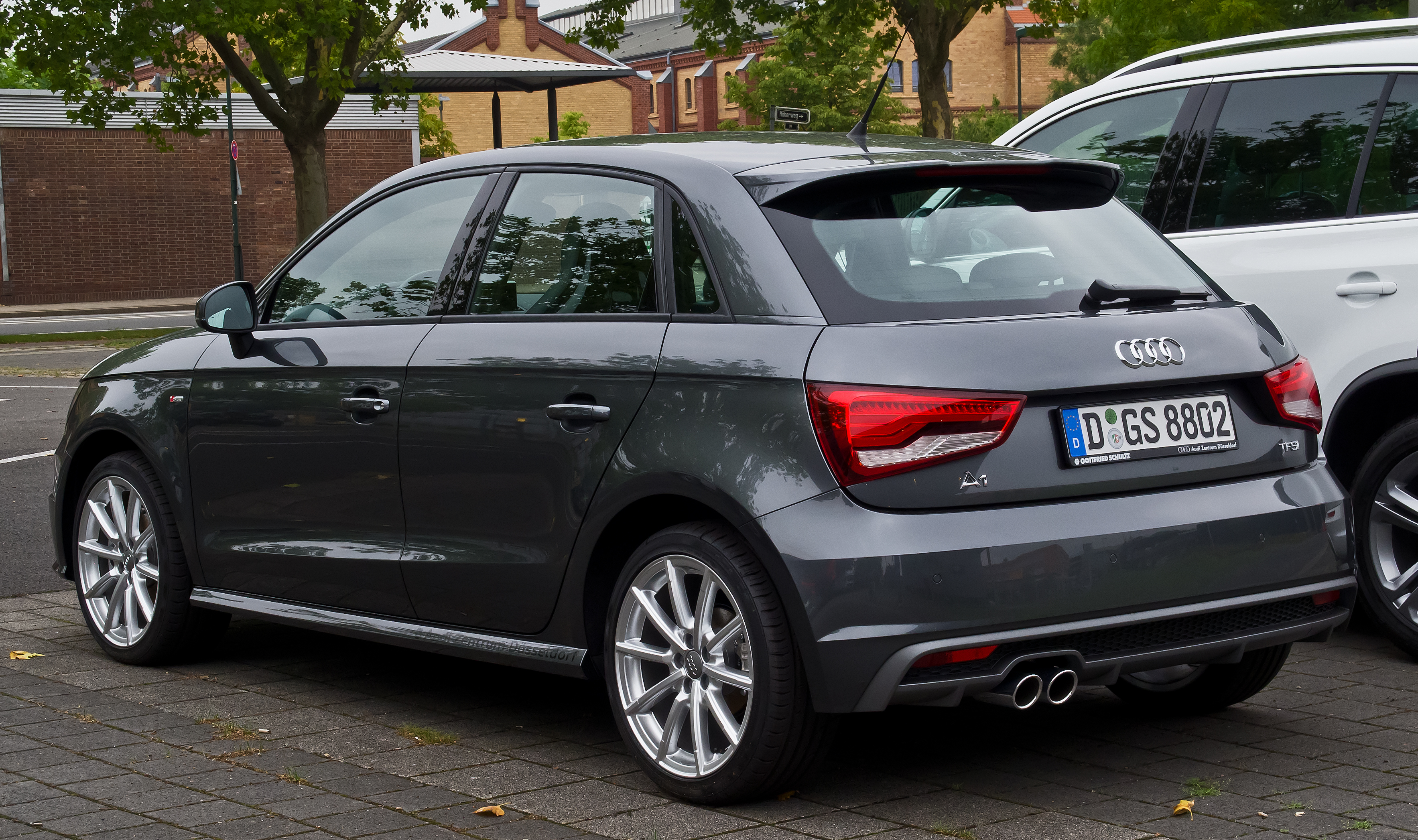
Audi A1 Sportback (2015–2018)

## Ausstattung

### Ausstattungslinien
- Attraction: Basismodell mit Stahlrädern, Dynamikfahrwerk, Radio/CD-Anlage, elektrisch einstellbaren Außenspiegeln, elektrischen Fensterhebern, höheneinstellbarem Fahrersitz, Start-Stopp-System (nicht bei 66-kW-TDI mit S tronic), manuell zu steuernder Klimaanlage, aber ohne Nebelscheinwerfer.
- Ambition: Gegenüber Attraction mit 16-Zoll-Aluminium-Gussrädern, Sportfahrwerk, Nebelscheinwerfern, Aluminiumteile im Innenraum, Sportsitzen, Sportlederlenkrad, Fahrerinformationssystem.
- S line: Basierend auf der Ambition-Ausstattungslinie, jedoch mit 17-Zoll-Aluminium-Gussrädern, S-line-Sportfahrwerk, S-line-Sportsitzen, LED-Innenlichtpaket und schwarzem Dachhimmel.

Mit dem Facelift wurden die Ausstattungslinien geändert.
- A1: Die Grundausstattung enthält 15-Zoll-Stahlräder und ein Sportlenkrad mit

drei Speichen. 
- A1 sport: Die sportlich orientierte Ausstattungslinie umfasst zusätzlich/abweichend 16-Zoll-Aluminiumräder, Sportsitze, Sportfahrwerk und Audi drive select (ab 85 kW).
- A1 design: Die gehobenere Linie umfasst zusätzlich/abweichend 16-Zoll-Aluminiumräder, Sportsitze und Interieurteile in Aluminiumglanz.

### Sonderausstattungen
In Ergänzung zu den Ausstattungslinien sind zahlreiche Mehrausstattungen möglich. Unter anderem Bi-Xenon-Scheinwerfer mit LED-Tagfahrlicht, Parksensoren für vorne und hinten, ein Fernlichtassistent und ein automatisch abblendender Innenspiegel. Außerdem gibt es diverse multimediale Ergänzungen wie ein MMI-Infotainment- und Navigationssystem mit 6,5-Zoll-TFT-Farbbildschirm oder ein Bose-Surroundsoundsystem mit 465 Watt Ausgangsleistung.

## Sicherheit
Beim Euro-NCAP-Crashtest im November 2010 erhielt der Audi A1 90 % der Punkte beim Insassenschutz, 79 % beim Kinderschutz und 49 % beim Fußgängerschutz. Beim JNCNAP aus dem Jahr 2011 erhielt er eine Gesamtwertung von vier Sternen.

## Modellvarianten

### Audi A1quattro
Im Herbst 2012 bot Audi das auf 333 Exemplare limitierte Sondermodell A1 quattro an. Etwa ein Drittel der Sonderserie wurde aus der Schweiz bestellt.
Das als sportliches Spitzenmodell der Baureihe ausgelegte Fahrzeug hat einen zwei Liter großen Ottomotor mit Turbolader, der maximal 188 kW (256 PS) leistet.
Zur serienmäßigen Ausstattung gehörten Allradantrieb, Xenonlicht, mit Nappaleder bezogene Sportsitze, 18 Zoll große weiß lackierte Räder sowie ein Infotainment-Center mit Navigationssystem und WLAN-Option.
Das Modell war ausschließlich als Dreitürer und nur in schwarz-weißer Lackierung zu haben. Der Neupreis betrug 49.900 € in Deutschland.

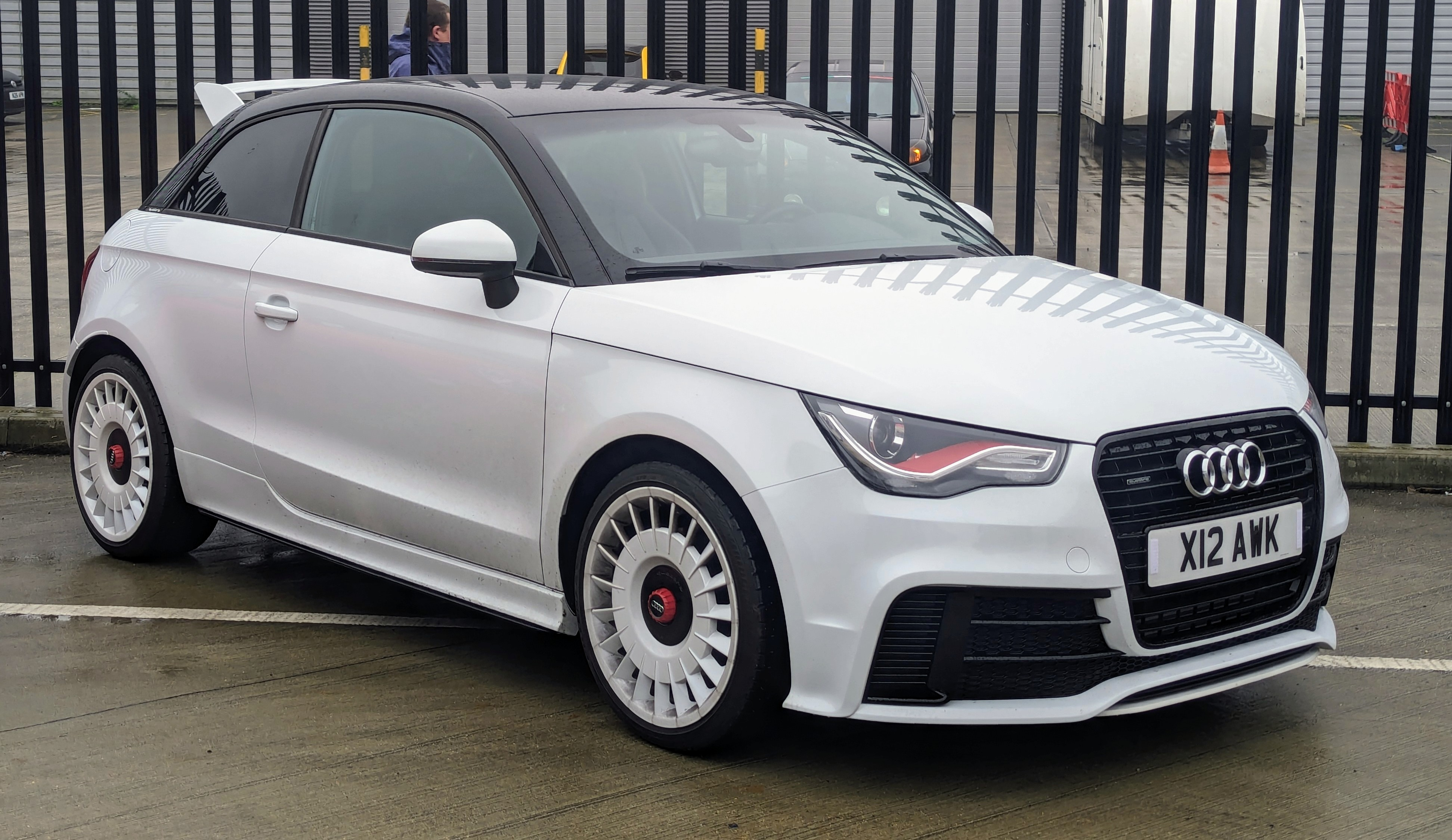
Audi A1 quattro (2012)
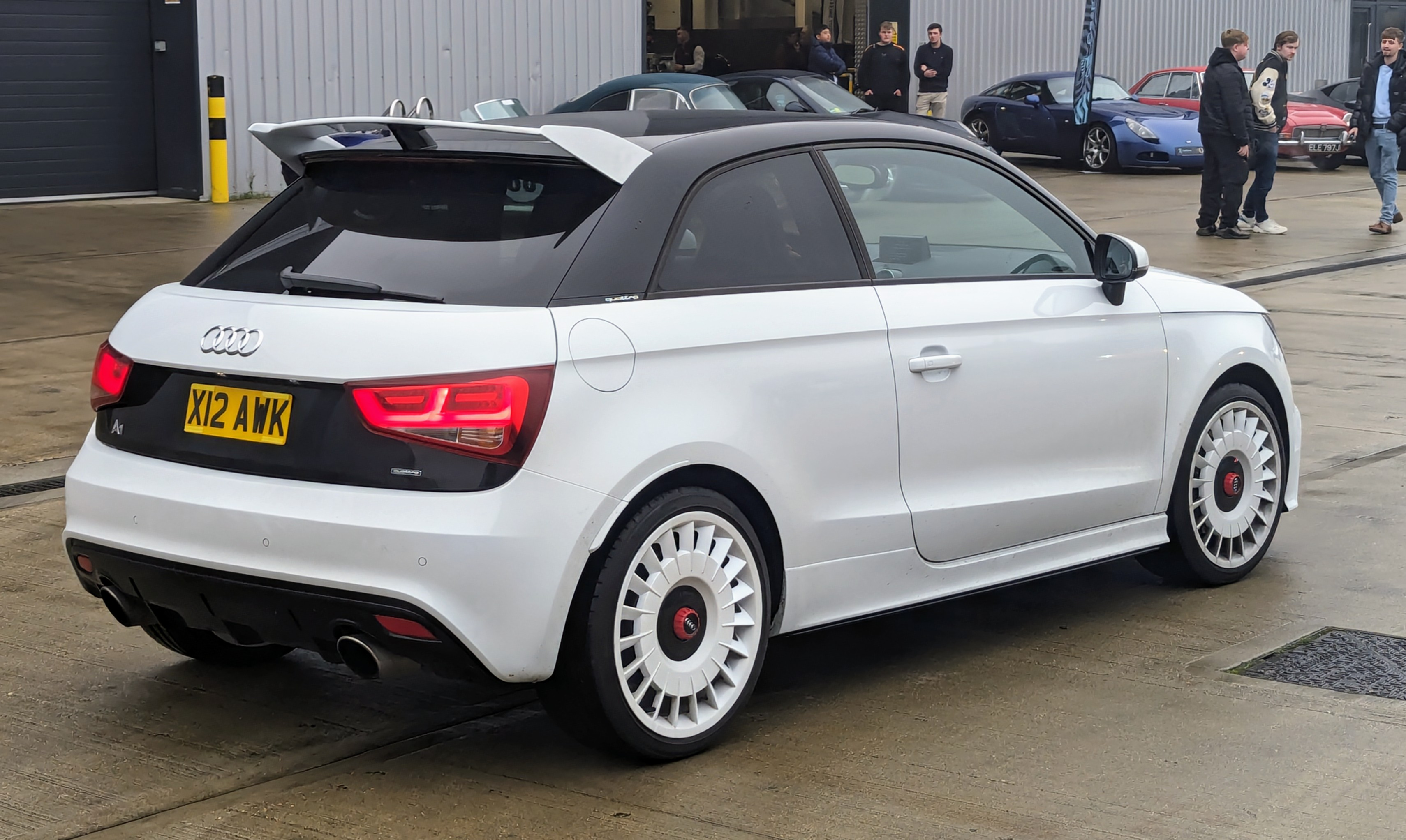
Heckansicht

### Audi A1 e-tron

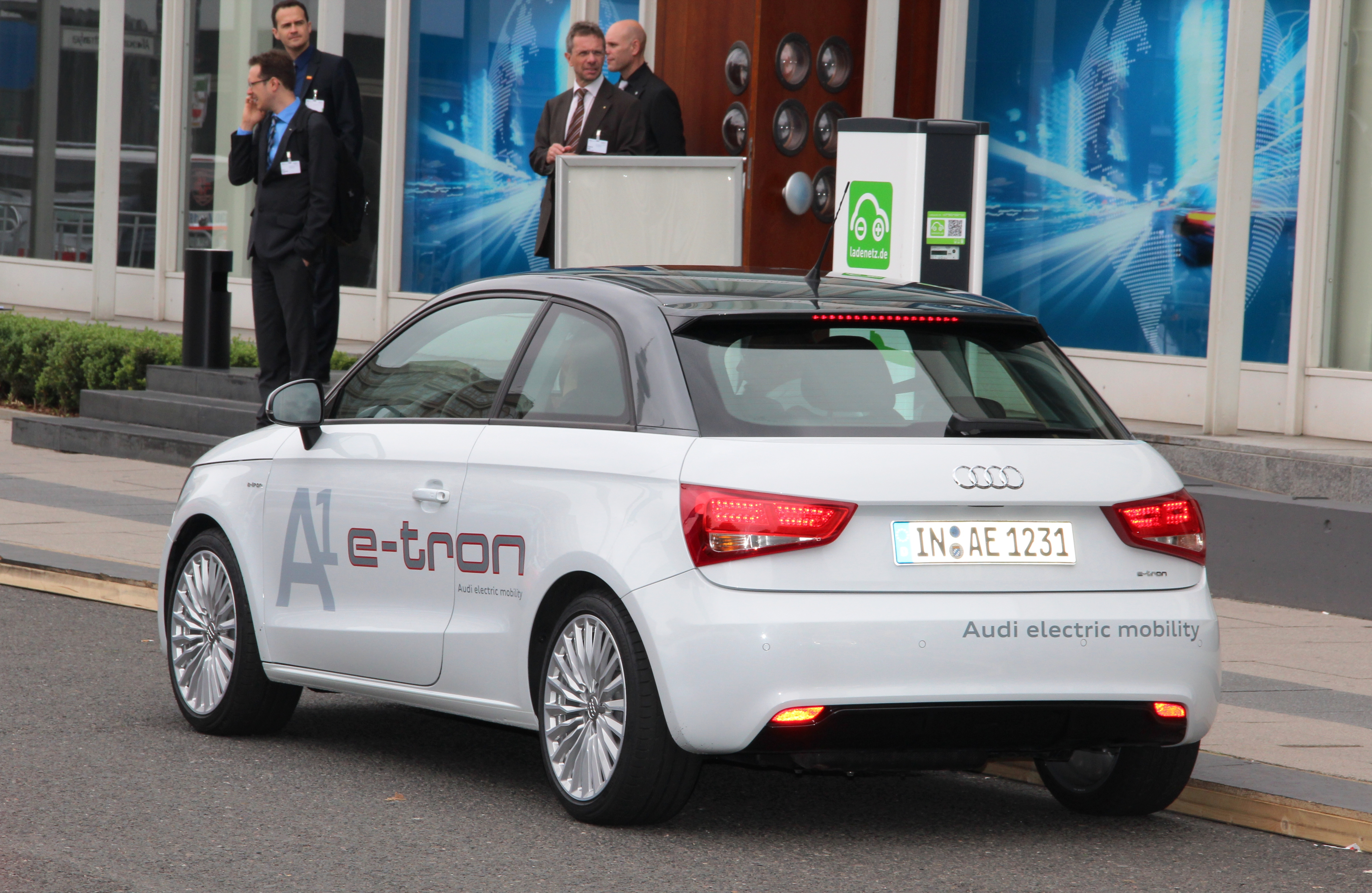
Audi A1 e-tron

Ab 2012 hätte auch ein Elektroantrieb namens Audi A1 e-tron mit einer Reichweite von 50 Kilometern erhältlich sein sollen, allerdings wurde eine etwaige Markteinführung auf unbestimmte Zeit verschoben.
Die Leistung des Elektromotors liegt bei 75 kW (102 PS) und sein maximales Drehmoment bei 240 Nm. Im Dauerbetrieb reduziert sich die Leistung auf 45 kW (61 PS). In 10,2 Sekunden soll das Fahrzeug von 0 auf 100 km/h beschleunigen und eine Höchstgeschwindigkeit von 130 km/h erreichen.
Die Leistung überträgt ein Einganggetriebe. Der Lithium-Ionen-Akku vor der Hinterachse kann während der Fahrt von einem 15-kW-Wankelmotor unter dem Kofferraum unterstützt werden. Dieser Range Extender erhöht die Reichweite um weitere 200 Kilometer. Über einen Anschluss an ein 400-Volt-Netz lässt sich der Akku in drei Stunden wieder komplett laden. Der Kraftstoffverbrauch würde bei zwei Liter Super auf 100 Kilometern liegen.

### Audi S1

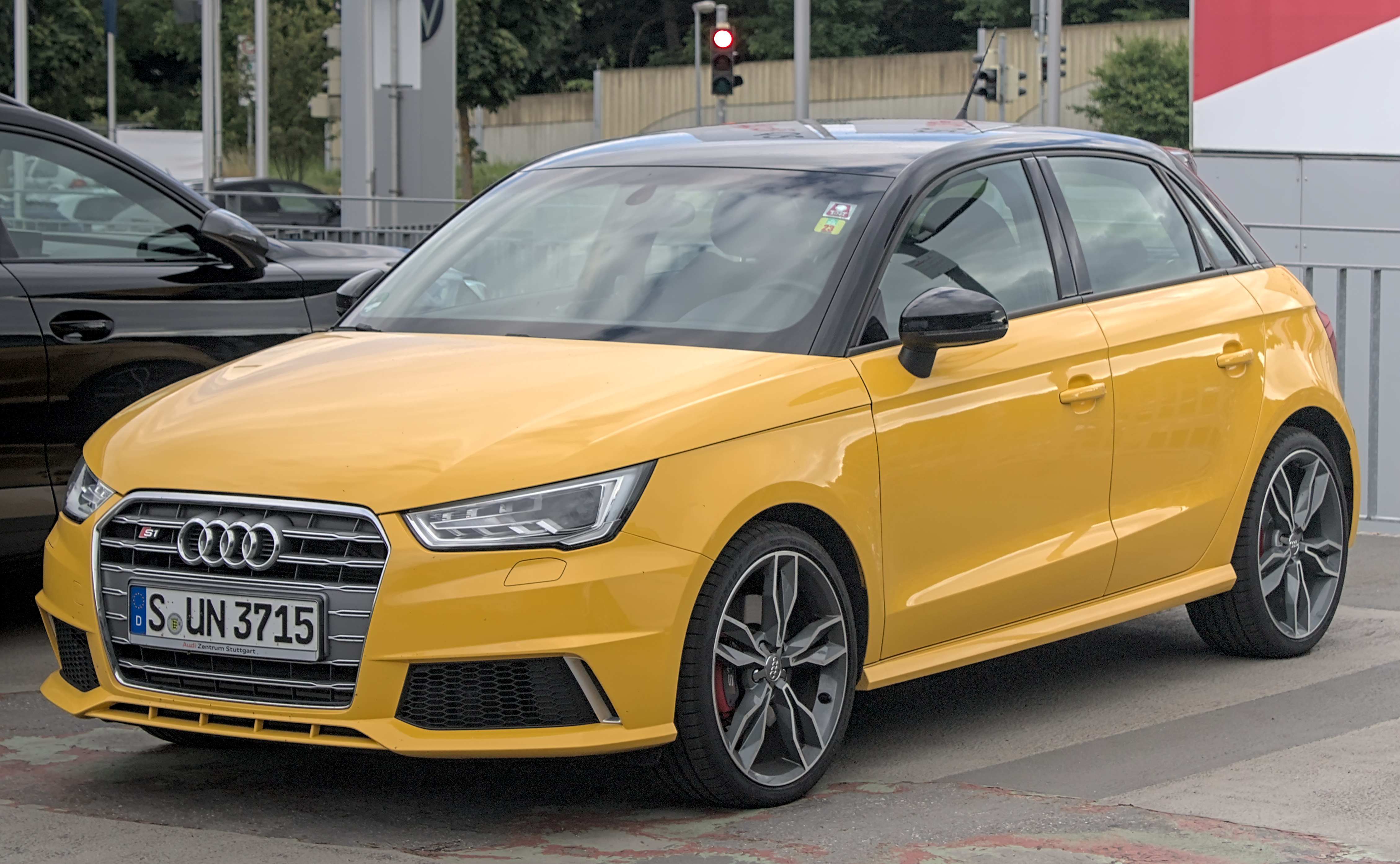
Audi S1

Der Audi S1 ist – außer dem limitierten Sondermodell A1 quattro – die leistungsstärkste A1-Modellvariante. Das ab Sommer 2014 angebotene Fahrzeug basiert bereits auf der 2015 erschienenen Modellpflege und ist als Dreitürer und Sportback erhältlich. Der S1 ist serienmäßig mit dem 2-Liter-TFSI-Motor mit 170 kW (231 PS) maximaler Leistung und Allradantrieb quattro ausgestattet. Er hebt sich durch eine vierflutige Klappen-Abgasanlage und geänderte Front- und Heckstoßstange von den anderen A1-Modellen ab.

## Technische Daten
Das Fahrwerk der Plattform PQ25 besteht aus MacPherson-Federbeinen und Querlenkern vorn und – außer beim Quattro – einer Verbundlenkerachse hinten, zusammen mit einer Zahnstangenlenkung mit elektrischer Servounterstützung und hydraulisch betätigten Scheibenbremsen an allen Rädern. Zur Bremse gehört ein Bremskraftverstärker und ein Antiblockiersystem.
Alle Modelle des A1 mit Ausnahme des 1.4 TFSI 136 kW (185 PS) und des 1.6 TDI S tronic 66 kW (90 PS) sind serienmäßig mit Start-Stopp- und Rekuperationssystem ausgestattet, mit denen der Verbrauch reduziert werden kann.
Für den A1 und A1 Sportback ist außerdem ein aufgeladener 1,4-l-TFSI-Motor mit einer maximalen Leistung von 103 kW (140 PS) und Zylinderabschaltung erhältlich. Ab Ende April 2012 konnte der 2.0-TDI-Motor mit einer maximalen Leistung von 105 kW (143 PS), den es ab August 2011 bereits beim Zweitürer gab, auch beim Sportback geordert werden.

### Ottomotoren
|                                            | 1.0 TFSI ultra           | 1.0 TFSI ultra           | 1.2 TFSI              | 1.4 TFSI              | 1.4 TFSI              | 1.4 TFSI COD          | 1.4 TFSI COD          | 1.4 TFSI               | 1.8 TFSI              | 2.0 TFSI (S1)         | 2.0 TFSI (A1 quattro) |      |
| ------------------------------------------ | ------------------------ | ------------------------ | --------------------- | --------------------- | --------------------- | --------------------- | --------------------- | ---------------------- | --------------------- | --------------------- | --------------------- | ---- |
| Bauzeitraum                                | 02/2016–05/2018          | 02/2015–05/2018          | 07/2010–11/2014       | 05/2010–11/2014       | 11/2014–05/2018       | 02/2013–11/2014       | 11/2014–05/2018       | 11/2010–11/2014        | 11/2014–05/2018       | 03/2014–05/2018       | 07/2012–12/2012       |      |
| Motorkennbuchstaben                        | CHZE                     | CHZB                     | CBZA                  | CAXA, CNVA            | CZCA                  | CPTA                  | CZEA                  | CAVG, CTHG             | DAJB                  | CWZA                  | CDLH                  |      |
| Motorbaureihe                              | VW EA211                 | VW EA211                 | VW EA111              | VW EA111              | VW EA211              | VW EA211              | VW EA211              | VW EA111               | VW EA888              | VW EA888              | VW EA113              |      |
| Motorbauart                                | Reihenbauart             | Reihenbauart             | Reihenbauart          | Reihenbauart          | Reihenbauart          | Reihenbauart          | Reihenbauart          | Reihenbauart           | Reihenbauart          | Reihenbauart          | Reihenbauart          |      |
| Nockenwellenantrieb                        | Zahnriemen               | Zahnriemen               | Steuerkette           | Steuerkette           | Zahnriemen            | Zahnriemen            | Zahnriemen            | Steuerkette            | Steuerkette           | Steuerkette           | Zahnriemen            |      |
| Gemischaufbereitung                        | Direkteinspritzung       | Direkteinspritzung       | Direkteinspritzung    | Direkteinspritzung    | Direkteinspritzung    | Direkteinspritzung    | Direkteinspritzung    | Direkteinspritzung     | Direkteinspritzung    | Direkteinspritzung    | Direkteinspritzung    |      |
| Motoraufladung                             | Turbolader               | Turbolader               | Turbolader            | Turbolader            | Turbolader            | Turbolader            | Turbolader            | Kompressor/ Turbolader | Turbolader            | Turbolader            | Turbolader            |      |
| Zylinder/Ventile                           | 3/12                     | 3/12                     | 4/8                   | 4/16                  | 4/16                  | 4/16                  | 4/16                  | 4/16                   | 4/16                  | 4/16                  | 4/16                  |      |
| Hubraum                                    | 999 cm³                  | 999 cm³                  | 1197 cm³              | 1390 cm³              | 1395 cm³              | 1395 cm³              | 1395 cm³              | 1390 cm³               | 1798 cm³              | 1984 cm³              | 1984 cm³              |      |
| max. Leistung bei min−1                    | 60 kW (82 PS)/ 3500–5500 | 70 kW (95 PS)/ 5000–5500 | 63 kW (86 PS)/ 4800   | 90 kW (122 PS)/ 5000  | 92 kW (125 PS)/ 5000  | 103 kW (140 PS)/ 5000 | 110 kW (150 PS)/ 5000 | 136 kW (185 PS)/ 6200  | 141 kW (192 PS)/ 5400 | 170 kW (231 PS)/ 6000 | 188 kW (256 PS)/ 6000 |      |
| max. Drehmoment bei min−1                  | 160 Nm/1500–3500         | 160 Nm/1500–3500         | 160 Nm/1500–3500      | 200 Nm/ 1500–4000     | 200 Nm/ 1400–4000     | 250 Nm/1500–3500      | 250 Nm/1500–3500      | 250 Nm/ 2000–4500      | 250 Nm/ 1250–5300     | 370 Nm/ 1600–3000     | 350 Nm/ 2500–4500     |      |
| Antriebsart, Serie                         | Vorderradantrieb         | Vorderradantrieb         | Vorderradantrieb      | Vorderradantrieb      | Vorderradantrieb      | Vorderradantrieb      | Vorderradantrieb      | Vorderradantrieb       | Vorderradantrieb      | Allradantrieb         | Allradantrieb         |      |
| Getriebeart, Serie                         | 5-Gang-Schaltgetriebe    | 5-Gang-Schaltgetriebe    | 5-Gang-Schaltgetriebe | 6-Gang-Schaltgetriebe | 6-Gang-Schaltgetriebe | 6-Gang-Schaltgetriebe | 6-Gang-Schaltgetriebe | 7-Gang-S tronic        | 7-Gang-S tronic       | 6-Gang-Schaltgetriebe | 6-Gang-Schaltgetriebe |      |
| Getriebeart, Option                        | —                        | 7-Gang-S tronic          | —                     | 7-Gang-S tronic       | 7-Gang-S tronic       | 7-Gang-S tronic       | 7-Gang-S tronic       | —                      | —                     | —                     | —                     |      |
| Leergewicht                                | 1110–1135 kg             | 1110–1165 kg             | 1115–1140 kg          | 1175–1225 kg          | 1155–1215 kg          | 1185–1220 kg          | 1190–1230 kg          | 1265–1290 kg           | 1255–1280 kg          | 1390–1415 kg          | 1465 kg               |      |
| max. Zuladung                              | 450–520 kg               | 450–520 kg               | 450–490 kg            | 450–490 kg            | 450–520 kg            | 450–490 kg            | 450–500 kg            | 450–470 kg             | 450–500 kg            | 450 kg                |                       |      |
| Beschleunigung, 0–100 km/h                 | 12,4–12,6 s              | 10,9–11,1 s              | 11,7–11,9 s           | 8,9–9,0 s             | 8,8–8,9 s             | 7,9–8,0 s             | 7,8–7,9 s             | 6,9–7,0 s              | 6,8–6,9 s             | 5,8–5,9 s             | 5,7 s                 |      |
| Höchstgeschwindigkeit                      | 177 km/h                 | 186 km/h                 | 180 km/h              | 203 km/h              | 204 km/h              | 212 km/h              | 215 km/h              | 227 km/h               | 234 km/h              | 250 km/h (abgeregelt) | 245 km/h              |      |
| Kraftstoffverbrauch auf 100 km, kombiniert | 4,2 l Super              | 4,2 l Super              | 5,1 l Super           | 5,4 l Super           | 5,1 l Super           | 4,9 l Super           | 4,7 l Super           | 5,9 l Super Plus       | 5,6 l Super           | 7,0 l Super           | 8,6 l Super Plus      |      |
| CO2-Emission                               | 97 g/km                  | 97–102 g/km              | 118 g/km              | 119–126 g/km          | 112–118 g/km          | 109–113 g/km          | 109 g/km              | 139 g/km               | 129 g/km              | 162–168 g/km          | 199 g/km              |      |
| Tankinhalt                                 | 45 l                     | 45 l                     | 45 l                  | 45 l                  | 45 l                  | 45 l                  | 45 l                  | 45 l                   | 45 l                  | 45 l                  | 45 l                  | 45 l |
| Abgasnorm                                  | Euro 6                   | Euro 6                   | Euro 5                | Euro 5                | Euro 6                | Euro 5                | Euro 6                | Euro 5                 | Euro 6                | Euro 6                | Euro 5                |      |

### Dieselmotoren
|                                            | 1.4 TDI ultra            | 1.6 TDI                  | 1.6 TDI                  | 1.6 TDI                  | 2.0 TDI                  |
| ------------------------------------------ | ------------------------ | ------------------------ | ------------------------ | ------------------------ | ------------------------ |
| Bauzeitraum                                | 11/2014–05/2018          | 03/2011–11/2014          | 05/2010–11/2014          | 11/2014–05/2018          | 08/2011–11/2014          |
| Motorkennbuchstaben                        | CUSB                     | CAYB                     | CAYC                     | CXMA                     | CFHD                     |
| Motorbaureihe                              | VW EA288                 | VW EA189                 | VW EA189                 | VW EA288                 | VW EA189                 |
| Motorbauart                                | Reihenbauart             | Reihenbauart             | Reihenbauart             | Reihenbauart             | Reihenbauart             |
| Nockenwellenantrieb                        | Zahnriemen               | Zahnriemen               | Zahnriemen               | Zahnriemen               | Zahnriemen               |
| Gemischaufbereitung                        | Common-Rail-Einspritzung | Common-Rail-Einspritzung | Common-Rail-Einspritzung | Common-Rail-Einspritzung | Common-Rail-Einspritzung |
| Motoraufladung                             | Turbolader               | Turbolader               | Turbolader               | Turbolader               | Turbolader               |
| Zylinder/Ventile                           | 3/12                     | 4/16                     | 4/16                     | 4/16                     | 4/16                     |
| Hubraum                                    | 1422 cm³                 | 1598 cm³                 | 1598 cm³                 | 1598 cm³                 | 1968 cm³                 |
| max. Leistung bei min−1                    | 66 kW (90 PS)/3250       | 66 kW (90 PS)/4200       | 77 kW (105 PS)/4400      | 85 kW (116 PS)/3500–4000 | 105 kW (143 PS)/4200     |
| max. Drehmoment bei min−1                  | 230 Nm/1500–2500         | 230 Nm/1500–2500         | 250 Nm/1500–2500         | 250 Nm/1500–3250         | 320 Nm/1750–2500         |
| Antriebsart, Serie                         | Vorderradantrieb         | Vorderradantrieb         | Vorderradantrieb         | Vorderradantrieb         | Vorderradantrieb         |
| Getriebeart, Serie                         | 5-Gang-Schaltgetriebe    | 5-Gang-Schaltgetriebe    | 5-Gang-Schaltgetriebe    | 5-Gang-Schaltgetriebe    | 6-Gang-Schaltgetriebe    |
| Getriebeart, Option                        | 7-Gang-S tronic          | 7-Gang-S tronic          | —                        | 7-Gang-S tronic          | —                        |
| Leergewicht                                | 1165–1220 kg             | 1210–1260 kg             | 1215–1240 kg             | 1225–1275 kg             | 1265–1290 kg             |
| max. Zuladung                              | 450–520 kg               | 450–490 kg               | 450–490 kg               | 450–520 kg               | 450–470 kg               |
| Beschleunigung, 0–100 km/h                 | 11,4–11,6 s              | 11,4–11,6 s              | 10,5–10,7 s              | 9,4–9,5 s                | 8,2–8,3 s                |
| Höchstgeschwindigkeit                      | 182 km/h                 | 182 km/h                 | 190 km/h                 | 200 km/h                 | 217 km/h                 |
| Kraftstoffverbrauch auf 100 km, kombiniert | 3,6 l Diesel             | 3,8 l Diesel             | 3,8 l Diesel             | 3,8 l Diesel             | 4,1 l Diesel             |
| CO2-Emission                               | 89–95 g/km               | 99–110 g/km              | 99 g/km                  | 92–97 g/km               | 108 g/km                 |
| Tankinhalt                                 | 45 l                     | 45 l                     | 45 l                     | 45 l                     | 45 l                     |
| Abgasnachbehandlung, PM                    | Dieselrußpartikelfilter  | Dieselrußpartikelfilter  | Dieselrußpartikelfilter  | Dieselrußpartikelfilter  | Dieselrußpartikelfilter  |
| Abgasnorm                                  | Euro 6                   | Euro 5                   | Euro 5                   | Euro 6                   | Euro 5                   |

## Produktionszahlen A1
Gesamtproduktion ca. 878.300 Fahrzeuge von 2009 bis 2018
| Jahr         | 2009 | 2010   | 2011    | 2012    | 2013    | 2014    | 2015    | 2016    | 2017   | 2018             | Summe   |
| ------------ | ---- | ------ | ------- | ------- | ------- | ------- | ------- | ------- | ------ | ---------------- | ------- |
| A1           | 226  | 51.937 | 116.749 | 47.491  | 38.258  | 35.216  | 32.271  | 23.652  | 19.010 | 8.750            | 373.560 |
| A1 Sportback |      |        | 817     | 75.620  | 82.262  | 80.162  | 83.979  | 81.600  | 76.336 | 71.637 ca.23.900 | 504.676 |
| Summe        | 226  | 51.937 | 117.566 | 123.111 | 120.520 | 115.378 | 116.250 | 105.252 | 95.346 | 32.650           | 878.236 |

## Absatz und Neuzulassungen
Die Serienproduktion von 500 Fahrzeugen am Tag war ab Herbst 2009 im Werk in Brüssel geplant.
Audi hatte zunächst eine Verkaufszahl von 50.000 Fahrzeugen für 2010 erwartet und auch so viele gefertigt. Von diesen konnten 28.000 zugelassen werden, wovon in Deutschland 40 % auf Händler oder Audi selbst entfielen. BMW verkaufte im gleichen Zeitraum vom Mini 42.000 Exemplare. Bis September 2010 wurden in Deutschland gut 2000 Fahrzeuge verkauft.
Im Finanzbericht 1. Halbjahr 2011 gibt Audi an, 63.518 A1 verkauft zu haben (von 660.446 Audi insgesamt, davon 140.699 in China inkl. Hongkong). Die „Zwischenmitteilung zum 3. Quartal 2011“ vermeldet 88.784 Auslieferungen an Kunden in den ersten neun Monaten des Jahres 2011 (Vorjahr: 7.411).
Für 2011 strebte Audi einen weltweiten Absatz von 120.000 Einheiten an und plante auch den Markteintritt des A1 in China.
Die China-Version des A1 darf seit 1. Januar 2018 wegen zu hoher Kraftstoff-Verbrauchswerte nicht mehr produziert werden.
Im ersten Halbjahr 2012 stagnierte der Absatz mit 64.413 Einheiten trotz der Erschließung neuer Märkte sowie der Einführung der fünftürigen Modellvariante Sportback auf dem Niveau des Vorjahreszeitraumes mit 63.106 ausgelieferten Fahrzeugen.
Nach Angaben des Kraftfahrt-Bundesamtes wurden 192.525 A1/S1 von 2010 bis 2017 in Deutschland neu zugelassen.
| Jahr | Neuzulassungen Deutschland | darunter mit Diesel-Antrieb | darunter durch gewerbliche Halter |
| ---- | -------------------------- | --------------------------- | --------------------------------- |
| 2010 | 8.448                      | 34,0 %                      | 58,5 %                            |
| 2011 | 28.932                     | 23,9 %                      | 50,5 %                            |
| 2012 | 29.446                     | 28,4 %                      | 56,3 %                            |
| 2013 | 27.267                     | 29,5 %                      | 65,3 %                            |
| 2014 | 27.147                     | 26,7 %                      | 64,6 %                            |
| 2015 | 24.675                     | 27,3 %                      | 66,6 %                            |
| 2016 | 25.112                     | 17,8 %                      | 64,5 %                            |
| 2017 | 21.458                     | 1,6 %                       | 67,4 %                            |